# Eva Petters
Eva Petters (* 16. November 1971 in Wien) ist eine österreichische Balletttänzerin. 

## Leben
Ihre Eltern sind der Schauspieler Heinz Petters und seine Frau Meieli, eine Schweizer Balletttänzerin.
Ihre Ausbildung erhielt sie an der Ballettschule der Österreichischen Bundestheater und als Nurejew-Stipendiatin in Paris. Unterrichtet wurde sie von Marika Besobrasova und Attilio Labis. Edeltraud Brexner war auch eine ihrer Vorgängerinnen beim Staatsopernballett und begleitete Eva Petters als Trainerin während der gesamten Laufbahn.
1987 wurde sie Mitglied des Wiener Staatsopernballetts, 1993 Halbsolistin, 1996 Solotänzerin und 2000 wurde sie 1. Solotänzerin, sozusagen Primaballerina. Diese Karriere verdankt sie nicht nur ihrer Hingabe und ihrem Talent, insbesondere ihre Fähigkeit zur Vermittlung von Stimmungen im Ausdruckstanz haben ihr eine Anhängerschar beschert. Sie arbeitet mit bekannten Tänzern wie zum Beispiel Wladimir Malachow, der sie als Partnerin schätzt.
Gastspiele gab sie in Tokio, Moskau, Warschau, Riga, Bratislava, Alma-Ata, München und an vielen anderen Bühnen der Welt.
Im Jahr 2005 wurde sie mit fast allen anderen Solisten im Zuge von Rationalisierungsmaßnahmen der Staatsoperndirektion unter Ioan Holender in den Ruhestand versetzt. Eva Petters tritt weiterhin an anderen internationalen Bühnen auf. Seit November 2005 ist sie Erste Solistin des vienna waltz projects, einer Gruppierung ehemaliger Tänzerinnen und Tänzer des Wiener Staatsopernballetts.

## Rollen
- Constanze Mozart (Wolfgang Amadé)
- Grete (Aschenbrödel)
- Aegina (Spartacus)
- Amelia (Verdi-Ballett: Ein Maskenball)
- Sylphide (Kadettenball)
- Giselle (Giselle)

Sowie Titelrollen Raymonda, Romeo und Julia und Manon, Nikia und Hamsatti (Die Bajadere), Odette/Odile (Schwanensee), Prinzessin Aurora und Verzauberte Prinzessin (Dornröschen), Lise (La Fille mal gardée), Lescauts Geliebte (Manon), Valencienne (Die lustige Witwe), Hermia (Ein Sommernachtstraum), Celia (Wie es Euch gefällt), Fräulein Cerrini (Aschenbrödel), Prinzessin Clara-Maria (Der Nußknacker), Giovanna Bassi (Verdi-Ballett: Ein Maskenball), Trommlerin (Die Puppenfee), Hauptpartien in Serenade, Apollo, Thema und Variationen, Das Lied von der Erde, Adagio Hammerklavier, Große Fuge, La Chambre, Black Angels, Elements, Empty Place, Idomeneo-Tänze (Laus Deo) und Alles Walzer sowie Tschaikowski-Pas de deux und das Solo Wein, Weib und Gesang.